# Departamentos do Benim
O Benim está dividido oficialmente em doze departamentos (francês: départements), e estes estão subdivididos em 77 comunas. O país possui doze departamentos desde 15 de janeiro de 1999, data em que cada um dos seis departamentos existentes foi dividido em dois.
Esta é a lista dos departamentos do Benim, com o número no mapa, o código ISO 3166-2:BJ (códigos de subdivisões do Benim) e o nome do departamento.
1. Alibori (BJ-AL) *
2. Atakora (BJ-AK)
3. Atlantique (BJ-AQ)
4. Borgou (BJ-BO)
5. Collines (BJ-CO) *
6. Donga (BJ-DO) *
7. Kouffo (BJ-KO) *
8. Littoral (BJ-LI) *
9. Mono (BJ-MO)
10. Oueme (BJ-OU)
11. Plateau (BJ-PL) *
12. Zou (BJ-ZO)

* Criados em 15 de janeiro de 1999

## História
Até 15 de janeiro de 1999, o Benim estava dividido em seis departamentos. Eram eles:
- Atacora
- Atlantique
- Borgou
- Mono
- Ouémé
- Zou

| chave do mapa | Departamento | Capital    | População (2013) | Área (km2) |
| ------------- | ------------ | ---------- | ---------------- | ---------- |
| 1             | Alibori      | Candi      | 868,046          | 26,242     |
| 2             | Atakira      | Natitingou | 769,337          | 20,499     |
| 3             | Atlantique   | Ouidah     | 1,396,548        | 3,233      |
| 4             | Borgou       | Parakou    | 1,202,095        | 25,856     |
| 5             | Collines     | Savalou    | 716,558          | 13,931     |
| 6             | Kuoffo       | Dogbo-Tota | 741,895          | 2,404      |
| 7             | Donga        | Djougou    | 542,605          | 11,126     |
| 8             | Littoral     | Cotonou    | 678,874          | 79         |
| 9             | Mono         | Lokossa    | 495,307          | 1,605      |
| 10            | Ouémé        | Porto-Novo | 1,096,850        | 1,281      |
| 11            | Plateau      | Sakete     | 624,146          | 3,264      |
| 12            | Zou          | Abomey     | 851,623          | 5,243      |